# Faculdade Pitágoras
A Faculdade Pitágoras ou Pitágoras Faculdade é uma instituição privada brasileira de educação superior de Belo Horizonte administrada pelo grupo Cogna Educação.

## História
A Faculdade Pitágoras é oriunda da Rede Pitágoras de educação básica de alunos. A primeira faculdade foi fundada na cidade de Belo Horizonte, no ano de 2000. Atualmente faz parte da rede Cogna Educação.
O símbolo da instituição tem relação com filósofo e matemático grego Pitágoras; ou seja, da famosa fórmula do Teorema de Pitágoras.